# Christian Wilhelm Ernst Dietrich
Pour les articles homonymes, voir Dietrich.
Christian Wilhelm Ernst Dietrich, ou Christian William Ernest Dietricy, est un peintre et graveur allemand né à Weimar le 30 octobre 1712 et mort à Dresde le 24 avril 1774.
Il est le frère des artistes peintres Rahel Rosina Dietrich (Weimar, 1725-Berlin, 1770) et Maria Dorothea Wagner (en).

## Biographie
Élève de son père et de Johann Alexander Thiele (de), protégé par le comte de Bruhl, Christian Wilhelm Ernst Dietrich voyagea en Hollande et en Italie.
Influencé par Rembrandt, plusieurs de ses œuvres furent gravées par Jean-Georges Wille (Les Musiciens ambulants, Les Offres réciproques) et Heinrich Guttenberg (Le Matin).
Le peintre et collectionneur Jacques Augustin de Silvestre (1719-1809) possédait deux tableaux attribués à son confrère : une Vue de Bohême et un paysage avec un pâtre qui vient faire boire trois vaches à une mare. « Ce tableau est touché avec fermeté, et exécuté avec beaucoup de finesse », dit François Léandre Regnault-Delalande en parlant du premier et « tableau brillant de couleurs et franc de touche, composé dans le goût de Berghem » ajoute-t-il pour le second.

## Œuvres dans les collections publiques
- France
  - Montpellier, musée Fabre :
    - Le Couronnement d'épines, 1757huile sur toile ;
    - Scène d'Ermitage, 23 × 18 cm[6].

  - Narbonne, musée des Beaux-Arts : Paysage[7].

- Pays-Bas
  - Amsterdam, Rijksmuseum : fonds de gravures.

Œuvres de Christian Wilhelm Ernst Dietrich
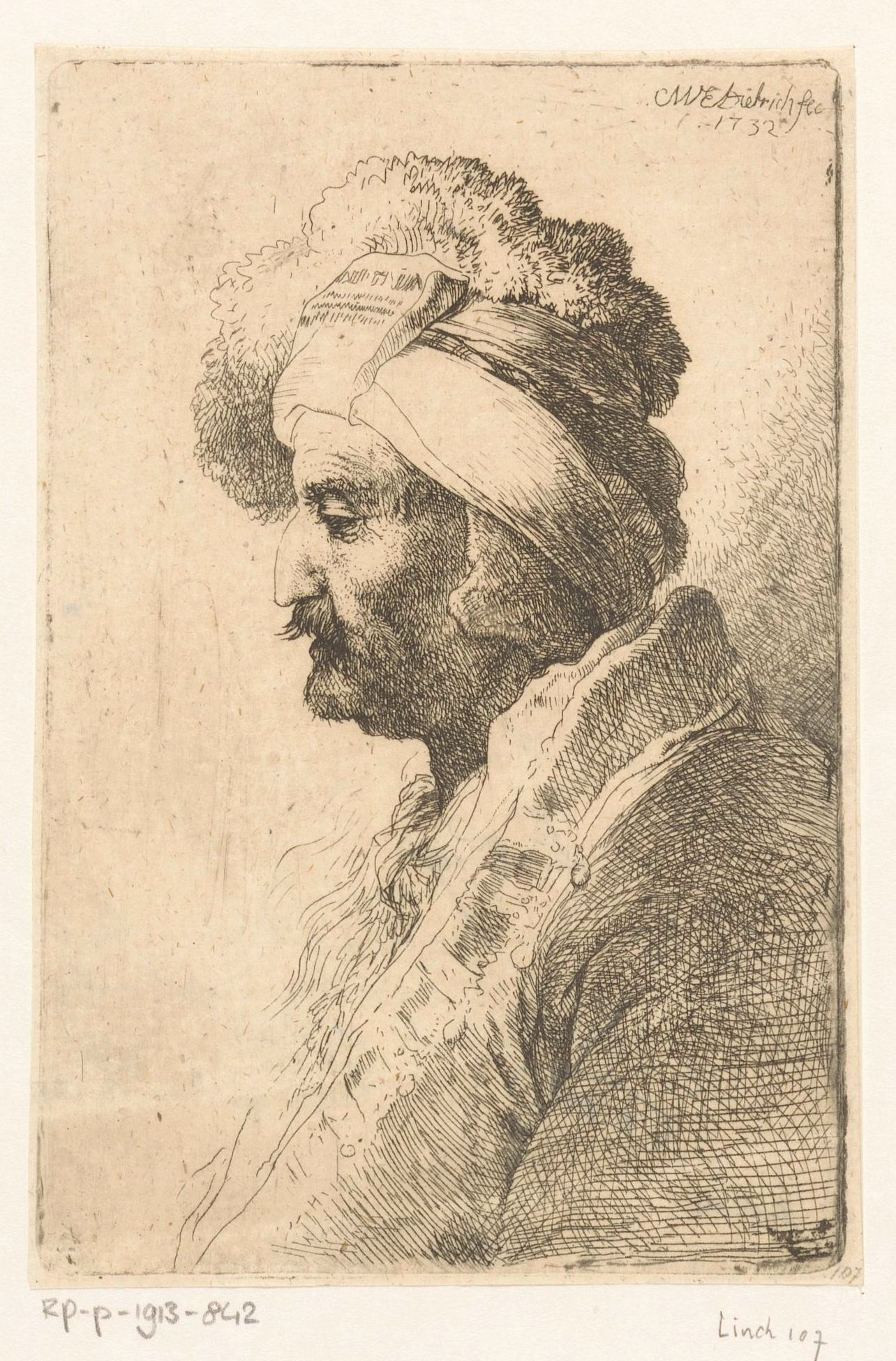
Homme portant un chapeau de fourrure regardant vers le bas, 1732, gravure, Amsterdam, Rijksmuseum.
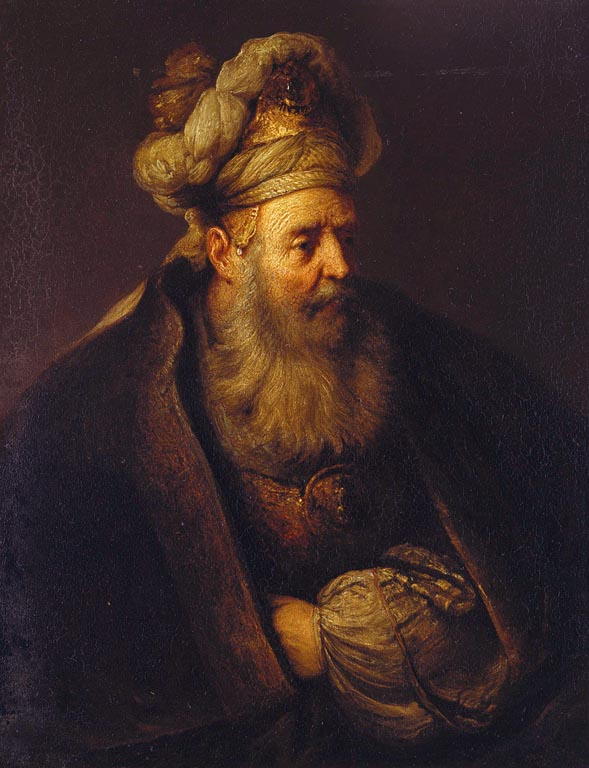
Un rabbin, entre 1734 et 1774, Londres, Buckingham Palace.
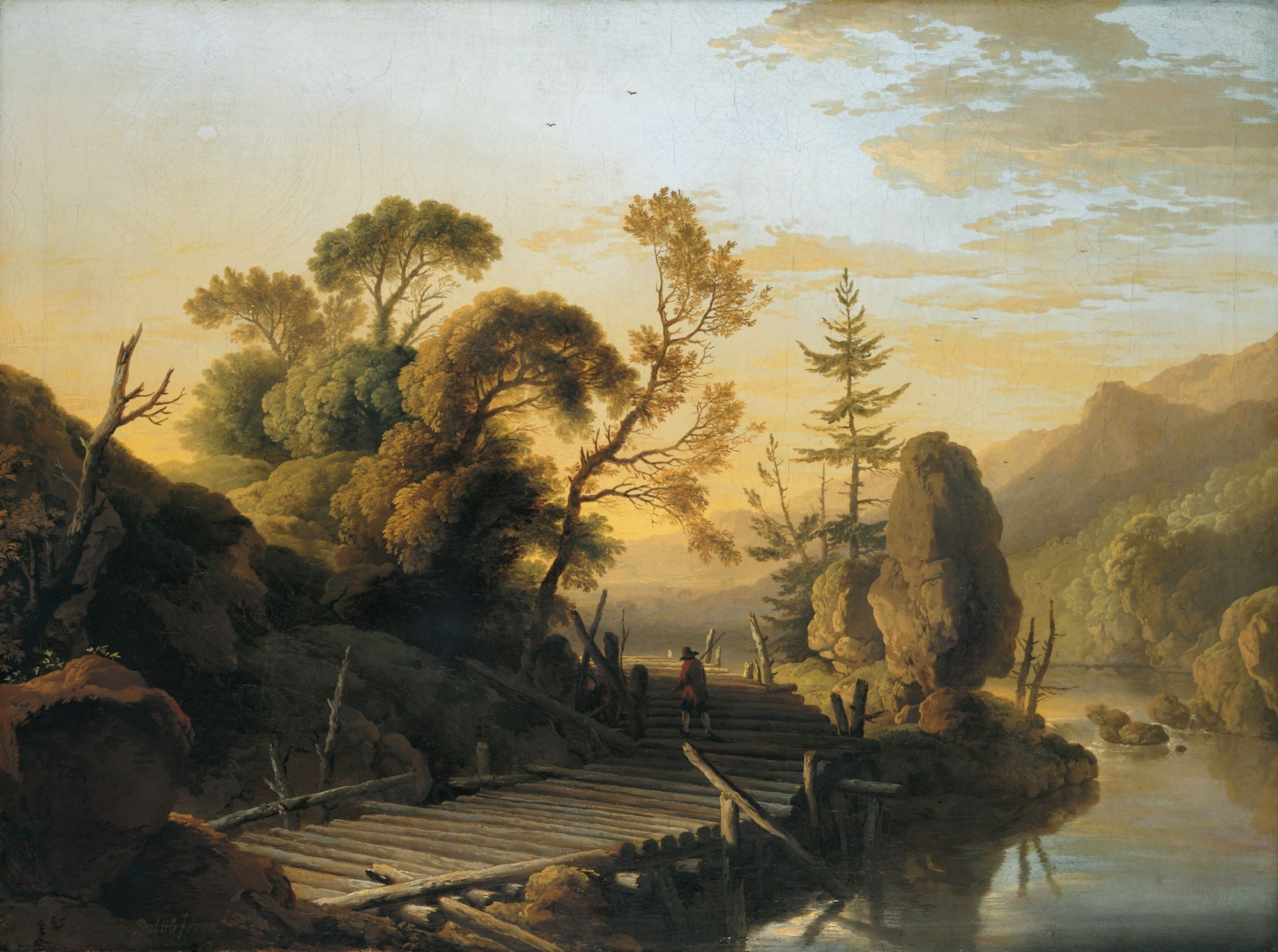
Paysage avec un barrage à billettes, 1744, Brunswick, musée Herzog Anton Ulrich.
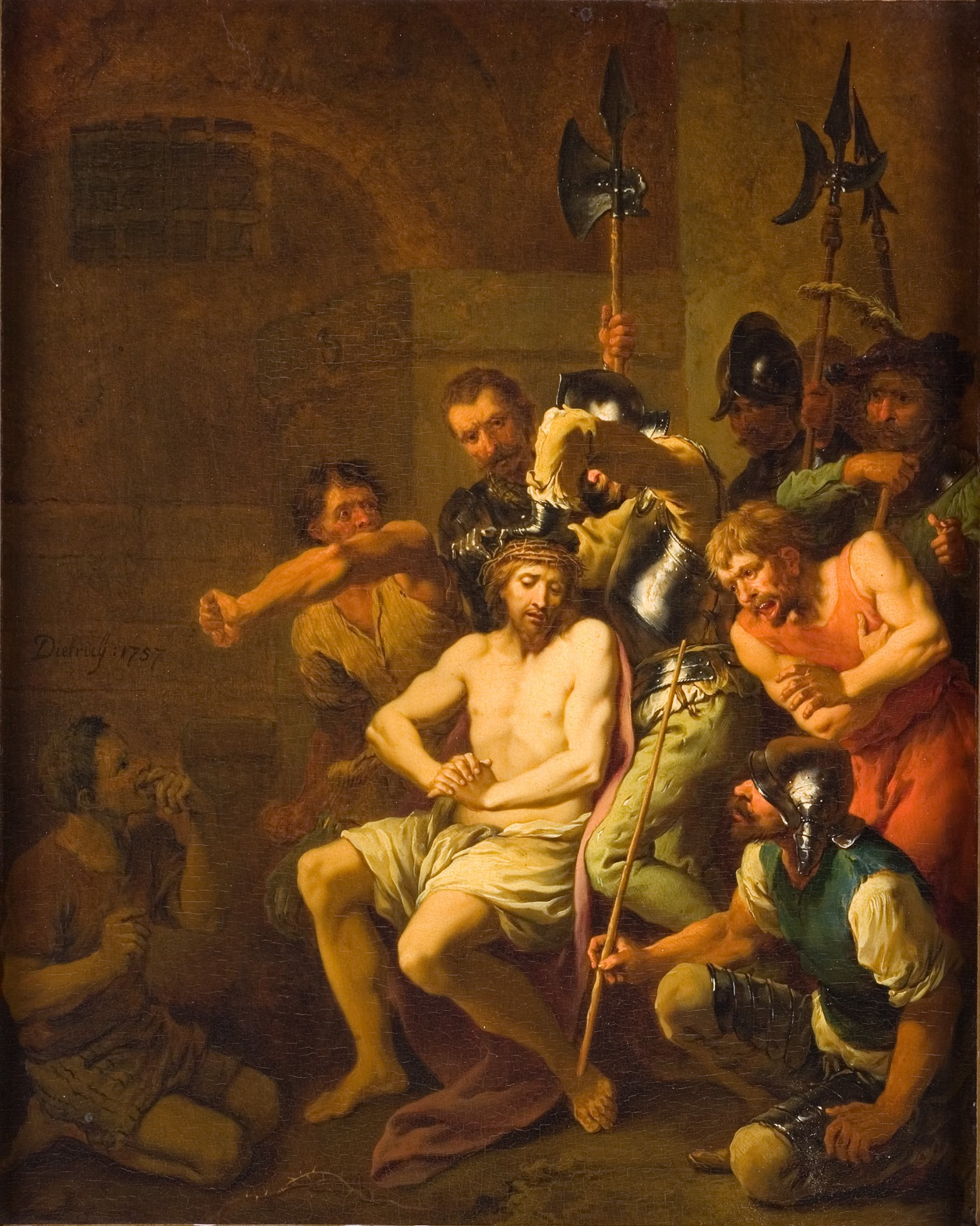
Le Couronnement d'épines, 1757, Montpellier, musée Fabre.
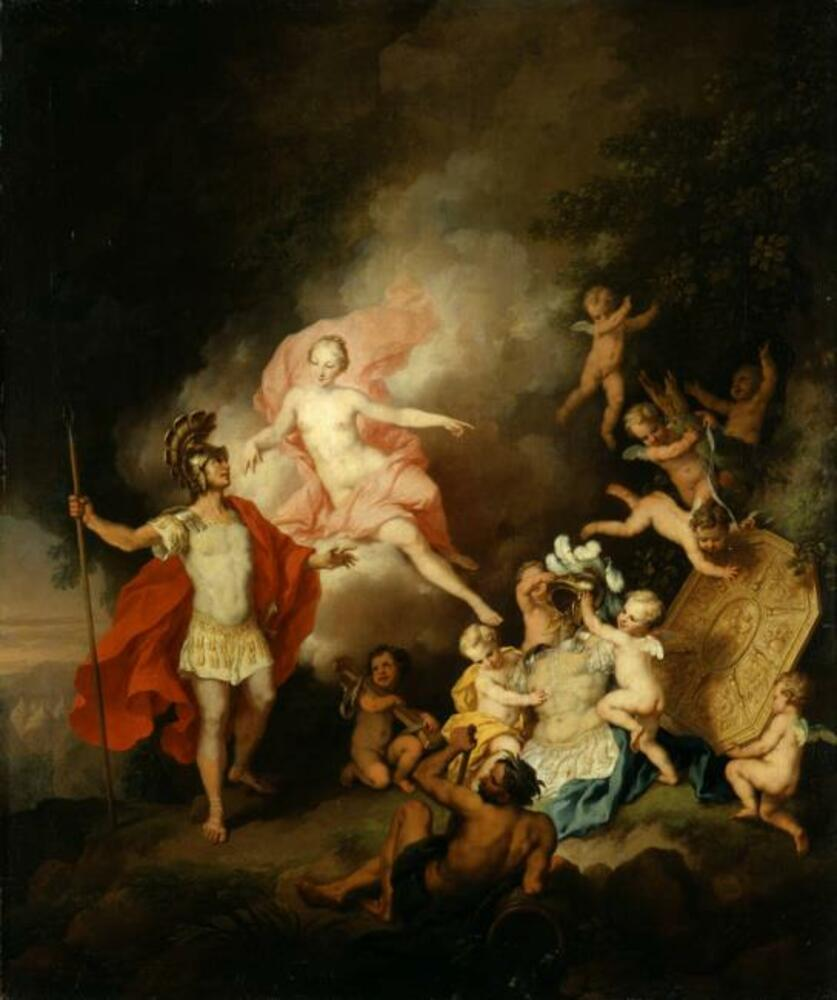
Vénus remet à Énée l'armure forgée par Vulcain, 1766, Collections nationales de Dresde.
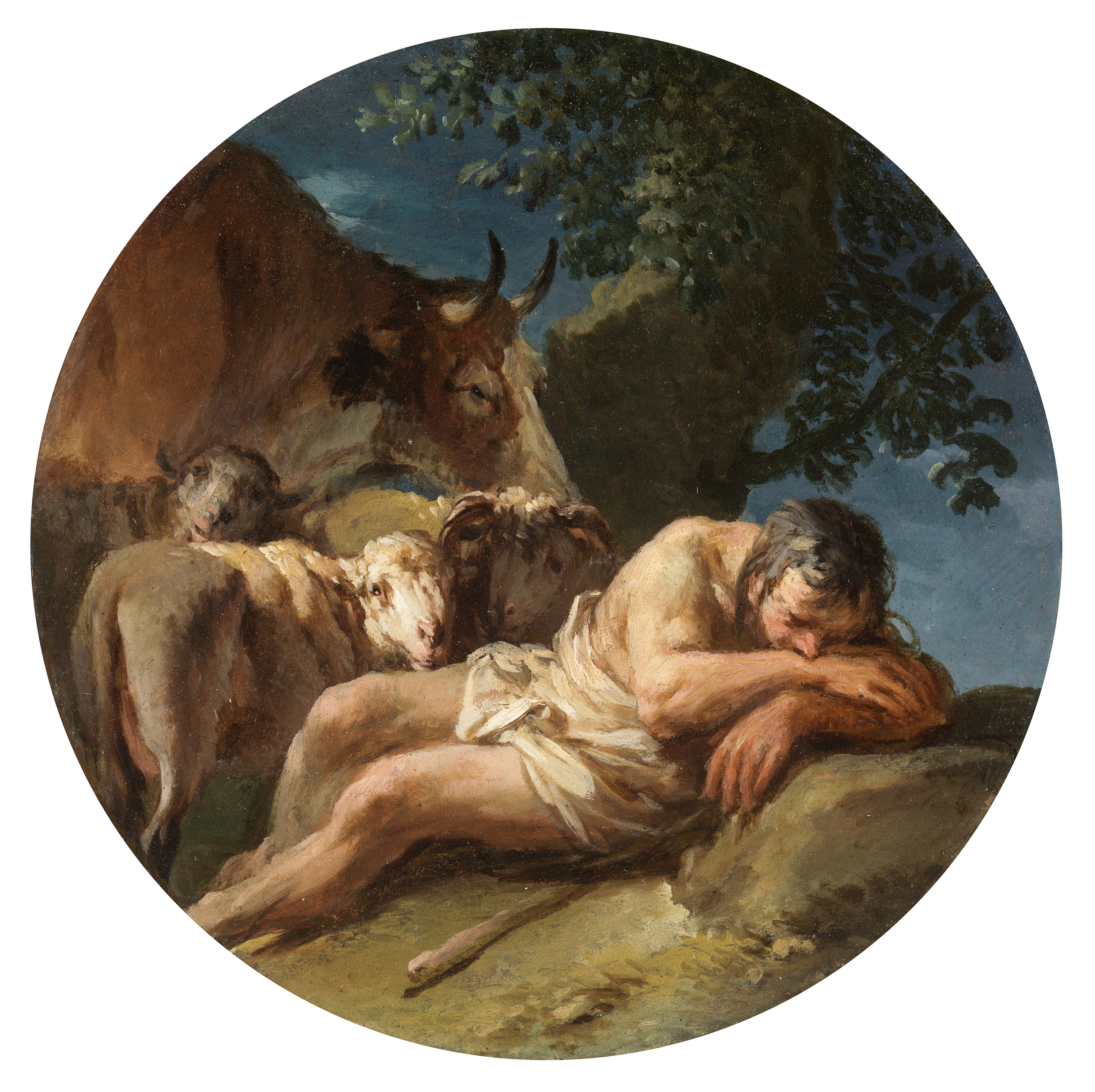
Le Sommeil du berger, Dublin, Galerie nationale d'Irlande.
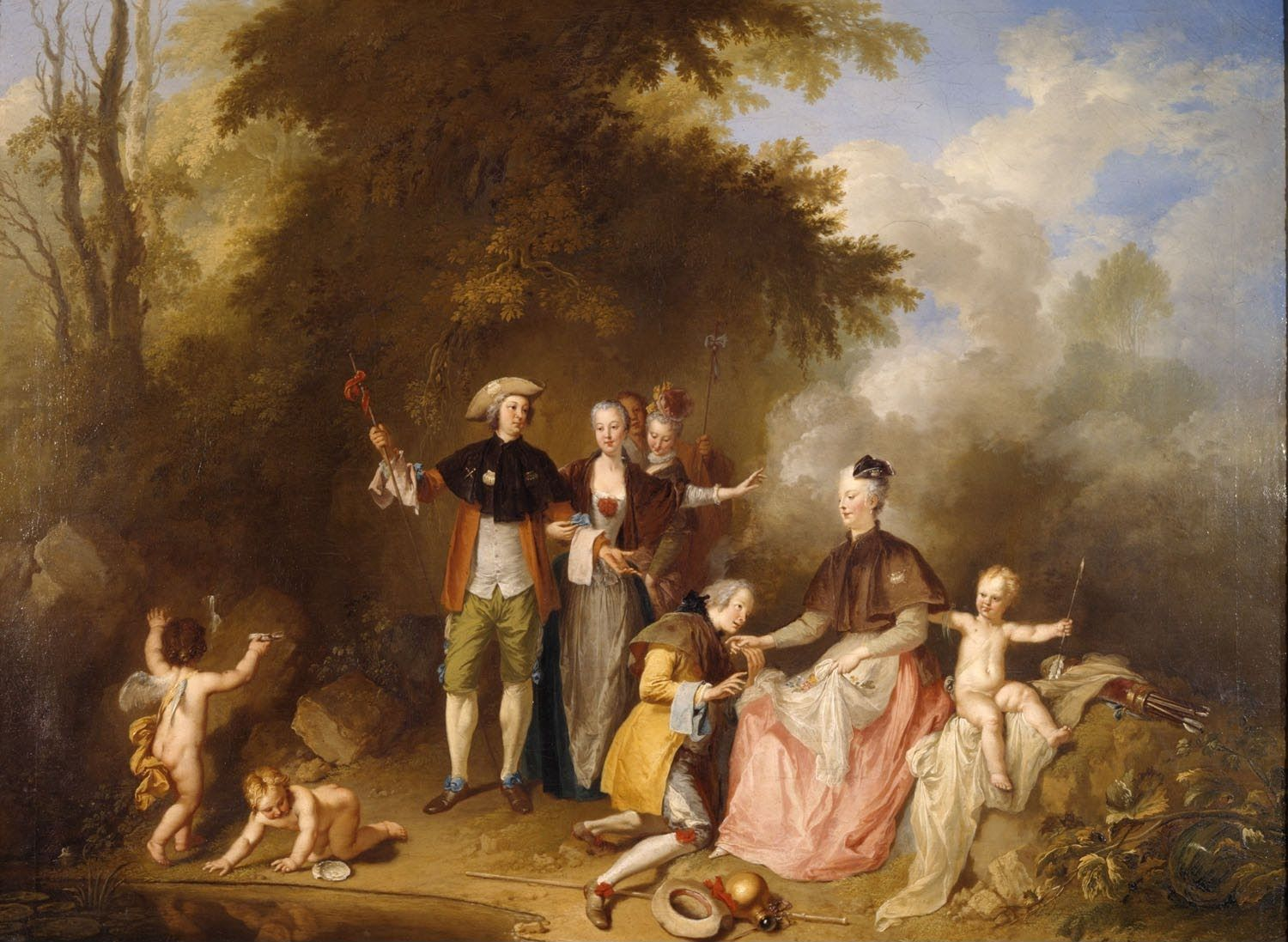
Joyeuse compagnie dans un parc, Oldenburg, musée d'Art et d'Histoire de Basse-Saxe.
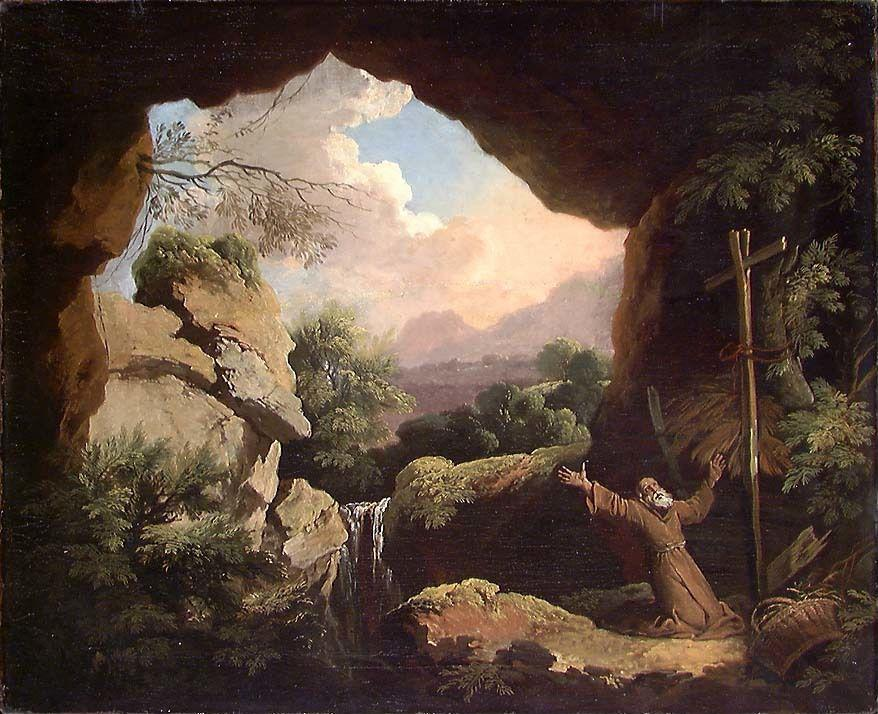
Ermite dans une caverne rocheuse, Oslo, musée national de l'Art, de l'Architecture et du Design.
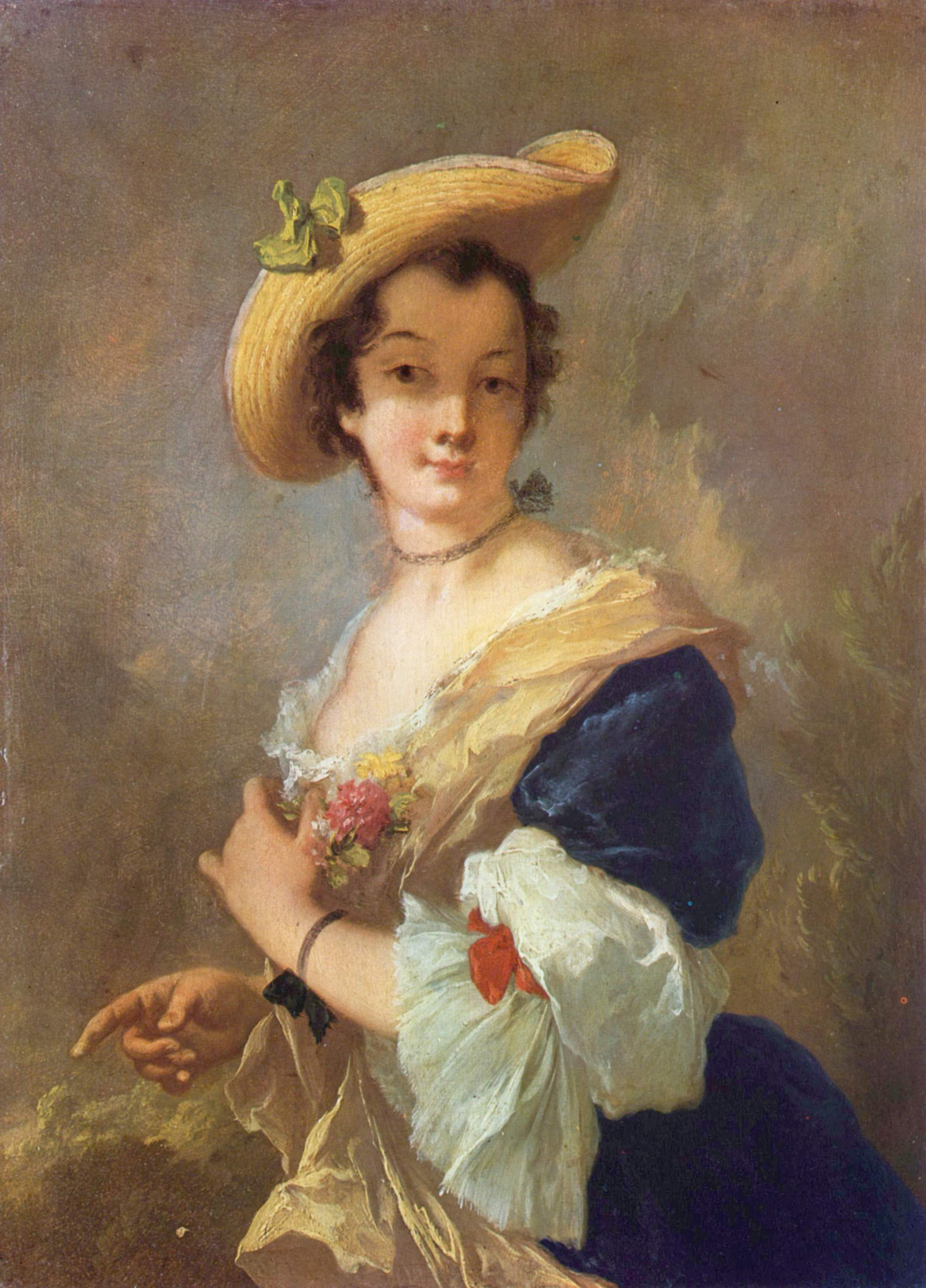
Portrait d'une dame au chapeau de paille, Hanovre, Niedersächsisches Landesmuseum.